# 妙覚寺 (京都市)
妙覚寺（みょうかくじ）は、京都市上京区にある日蓮宗の由緒寺院（本山）の寺院。山号は具足山。本尊は十界曼荼羅。塔頭は善明院、實成院、玉泉院の3院ある。

## 歴史
日実は、もとは妙顕寺の僧であったが、教義や後継問題をめぐる寺内の意見対立のため同寺から離脱すると、信徒で豪商の小野妙覚の外護を受け、永和4年（1378年）に四条大宮にあった小野妙覚の邸に妙覚寺が建立された。実質的な創立者は日実であるが、妙覚寺では日像を開山、日実を4世としている。
妙覚寺は寛正7年（1466年）に近隣の本覚寺を合併して寺域を広げ、不受不施義の中心的寺院として発展した。
文明15年（1483年）、室町幕府将軍足利義尚の命により、二条衣棚（現・京都市中京区）に移転した。
天文5年（1536年）の天文法華の乱で伽藍が全焼し、堺に避難した。その後、天文11年（1542年）に後奈良天皇が法華宗帰洛の綸旨を下すと、妙覚寺は天文17年（1548年）に二条衣棚の旧地に戻って再建された。
この当時の妙覚寺は美濃国の戦国大名・斎藤道三との関係が深く、父とされる松波庄五郎は妙覚寺で得度しており（後に還俗）、また道三の四男は当寺十九世となる日饒である。日饒は織田信長にとっては義弟にあたり、信長は二十数回に及ぶ京への滞在において妙覚寺を宿所としたケースは18回に及び、本能寺に滞在したのは3回に過ぎない。
天正10年（1582年）6月2日の本能寺の変の際には、織田信長の嫡男である織田信忠が妙覚寺を宿舎としていた。明智光秀の謀反を知った信忠は寺を出て明智勢を討つべく二条新御所へ向かい、奮戦の末に自害して果てた。明智軍によって信長と信忠が討たれるに伴い、本能寺と二条新御所の一部が放火され焼失したことが『兼見卿記』『日々記』などに書かれているが、妙覚寺がこの事件に遭難して焼失したということを伝える史料は現在の所一つも確認できない。このため、妙覚寺は本能寺の変では焼失どころか無傷であった可能性も指摘されている。
天正11年（1583年）に羽柴秀吉の命により、現在の地に移転している。文禄4年（1595年）、妙覚寺21世の日奥は、不受不施の立場から秀吉が主催した方広寺大仏（京の大仏）の千僧供養への出仕を拒み、秀吉に「法華宗諌状」を提出した後、妙覚寺を去っている。
天明8年（1788年）に天明の大火により全焼するが、その後再建されている。その際、後に本格的な本堂を建てる予定で仮本堂を建てて本尊を祀っていたが、結局本堂は建てられず、明治時代になって仮本堂は解体された。本尊は客殿に移されて客殿が本堂とされた。
妙顕寺、妙覚寺、立本寺の三寺はいずれも山号を具足山と称し、「龍華の三具足（りゅうげのみつぐそく）」と呼ばれている。近年は近くにある妙顕寺や本法寺とともに春秋の観光シーズンを中心に合同で特別公開を行っている。
現住は86世 宮﨑日嚴貫首（兵庫県豊岡市本高寺より晋山）。奠師法縁（奠統会）縁頭寺。

## 境内

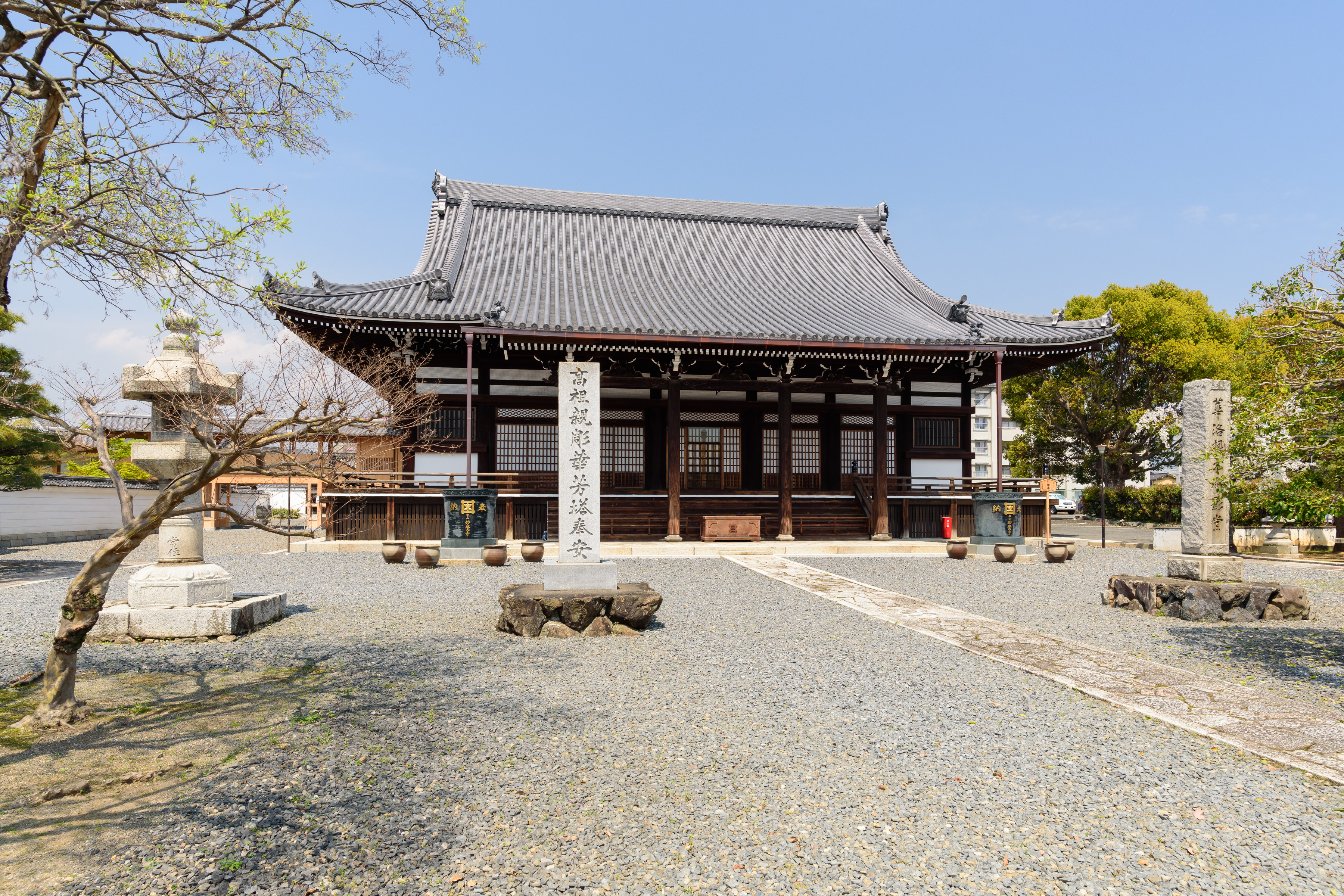
祖師堂

- 本堂（京都府指定有形文化財） - 天明の大火後の再建。本来は客殿であったが、本尊を安置し本堂となった。
- 庭園「法姿園」
- 唐門
- 華芳塔堂（京都府指定有形文化財）
- 大玄関
- 方丈
- 庫裏
- 書院
- 奥書院
- 祖師堂（京都府指定有形文化財） - 天明の大火で焼失する以前、ここには本堂が建てられていた。
- 殉教碑
- 番神社
- 土蔵
- 大門（京都府指定有形文化財） - 山門。豊臣秀吉が天正18年（1590年）に建築した聚楽第の裏門を、寛文3年（1663年）に移建したもの。
- 妙覚寺墓地 - 飛び地となっている。
  - 狩野元信の墓
  - 狩野永徳の墓
  - 狩野一族の墓

## 文化財

### 重要文化財
- 盂蘭盆御書 日蓮筆
- 木造日蓮坐像 1軀 院興作[5][6]

### 京都府指定有形文化財
- 本堂
- 祖師堂
- 華芳塔堂
- 華芳宝塔
- 大門
- 木造日蓮坐像

## 旧末寺
日蓮宗は昭和16年に本末を解体したため、現在では、旧本山・旧末寺と呼びならわしている。

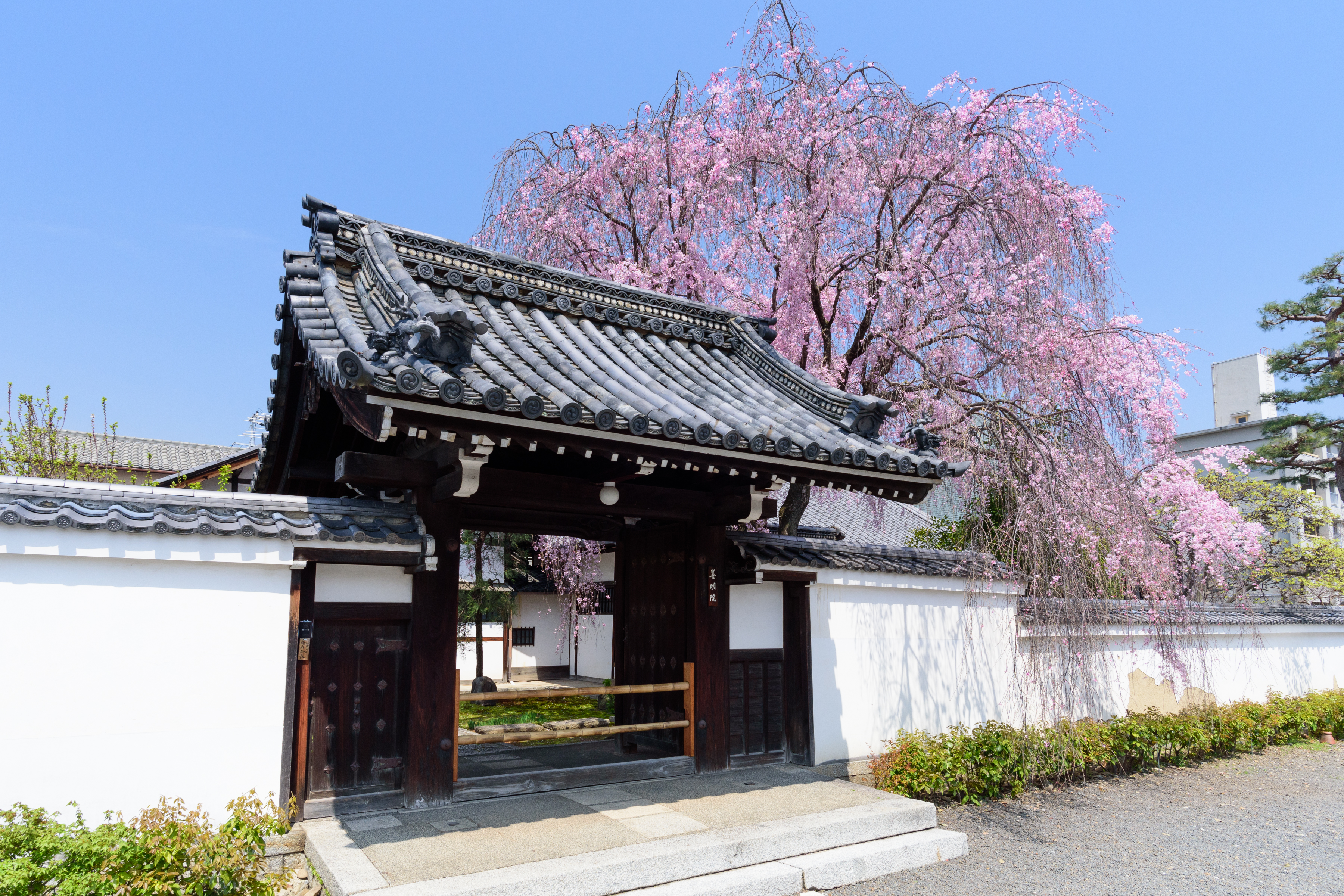
善明院

- 具足山善明院（京都市上京区下清蔵口町）塔頭
- 具足山實成院（京都市上京区下清蔵口町）塔頭
- 慈雲山玉泉院（京都市上京区下清蔵口町）塔頭
- 盛林山大正寺（東京都台東区池之端）
- 寺泊山法福寺（新潟県長岡市寺泊二ノ関）
  - 法福寺 末：善行山明聖寺（新潟県長岡市寺泊上田町）
- 自開山常國寺（新潟県上越市寺町）
- 常在山福泉寺（新潟県柏崎市新橋）
- 坂井山宝泉寺（新潟県新潟市北区松浜本町）
- 法光山長照寺（新潟県新潟市中央区西堀通五番町）
  - 長照寺 末：三献山題目寺（新潟県新潟市中央区学校町通二番町）
- 妙法山蓮長寺（新潟県佐渡市相川下寺町）
- 木越山常照寺（新潟県五泉市木越荒屋甲）
- 日向山妙國寺（富山県富山市梅沢町）
- 日向山妙國寺（富山県高岡市片原町）
- 玉蓮山真成寺（富山県魚津市真成寺町）
- 日向山妙國寺（石川県金沢市東山）
- 常寿山本住寺（石川県珠洲市正院町正院）
- 経王山栄久寺（福井県越前市京町）
- 福聚山教徳寺（福井県福井市つくも）
- 長寿山妙永寺（福井県福井市足羽）
- 幽玄山妙文寺（福井県南条郡南越前町広野）
- 超立山浄蓮寺（愛知県名古屋市東区東桜）
- 了栄山等澍寺（愛知県稲沢市下津光明寺町）
- 鷲林山常在寺（岐阜県岐阜市梶川町）
- 法光山長照寺（岐阜県岐阜市矢島町）
- 寿延山願成寺（岐阜県本巣市政田）
- 清水山大乗寺（岐阜県郡上市八幡町向山）
- 長秋山蓮國寺（岐阜県羽島郡笠松町八幡町）
- 妙立山蓮成寺（滋賀県彦根市栄町）
- 実相山本光寺（京都府京都市下京区油小路町）
- 光照山蓮久寺（京都府京都市下京区藪之内町）
- 一乗山正法寺（京都府京都市右京区五本松町垣内）
- 正覚山實相寺（京都府京都市南区上鳥羽鍋ケ淵町）
- 法光山妙蓮寺（京都府京都市南区上鳥羽南島田町）
- 長寿山本昌寺（京都府京都市上京区七番町）
- 法華山道入寺（京都府京都市左京区修学院茶屋ノ前町）
- 祥光山本妙寺（京都府京都市左京区北門前町）
- 円珠山法性寺（京都府京都市伏見区東大手町）
- 本覚山妙昌寺（京都府京都市伏見区久我本町）
- 成就山満願寺（京都府京都市伏見区久我本町）
- 真如山法性寺（大阪府大阪市中央区中寺）
- 昌蓮山宝泉寺（大阪府大阪市中央区中寺）
- 玉作山薬王寺（大阪府大阪市中央区中寺）
- 冨松山法照寺（大阪府高槻市山手町）
- 本覚山法妙寺（大阪府大東市寺川）
- 本覚山経王寺（大阪府堺市堺区九間町東）
- 円光山興覚寺（大阪府堺市堺区櫛屋町東）
- 毛須山法華寺（大阪府堺市北区百舌鳥梅町）
- 大覚山妙泉寺（大阪府和泉市和気町）
- 本覚山妙光寺（大阪府泉佐野市市場西）
  - 妙光寺 末：広栄山長安寺（大阪府泉南市岡田）
- 栄福山妙浄寺（大阪府泉佐野市大宮町）
- 法唱山啓運寺（奈良県奈良市小川町）
- 慧生山蓮妙寺（奈良県橿原市今井町）
- 真如山妙行寺（奈良県大和高田市北片塩町）
- 真浄山大法寺（奈良県大和郡山市小泉町）
- 法性山本光寺（和歌山県和歌山市吹上）
- 詔賢山正住寺（和歌山県和歌山市東長町）
  - 正住寺 末：一乗山本如院（愛媛県西予市宇和町卯之町）
  - 正住寺 末：靏林山延寿院（熊本県球磨郡多良木町多良木）
- 南照山妙台寺（和歌山県海南市多田）
- 長流山養源寺（和歌山県有田郡広川町広）
- 安立山本正寺（和歌山県田辺市南新町）
- 大禅山大聖寺（兵庫県たつの市御津町室津）
- 三國山大聖寺（兵庫県明石市上ノ丸）
- 妙法山龍光寺（兵庫県たつの市龍野町北龍野）
- 岩根山太然寺（岡山県岡山市北区大安寺西町）
- 佛住山蓮昌寺（岡山県岡山市北区田町）
  - 蓮昌寺 末：仏住山覚善院（岡山県岡山市北区田町）塔頭
  - 蓮昌寺 末：日栄山蓮現寺（岡山県赤磐市周匝）
  - 蓮昌寺 末：仁王山慶立寺（岡山県赤磐市滝山）
  - 蓮昌寺 末：佛住山本成寺（岡山県岡山市南区立川町）
  - 蓮昌寺 末：華用山妙龍寺（岡山県岡山市中区竹田）
  - 蓮昌寺 末：福昌山実成寺（岡山県岡山県和気郡和気町藤野）
  - 蓮昌寺 末：妙見山円立寺（岡山県岡山市北区御津芳谷）
- 佛住山大光院（岡山県岡山市中区円山）
- 明光山妙勝寺（岡山県岡山市北区船頭町）
- 法昌山大林寺（岡山県岡山市中区西川原）
- 平井山妙広寺（岡山県岡山市中区平井）
  - 妙広寺 末：沖邑山妙楽寺（岡山県岡山市中区平井）
- 常照山法鏡寺（岡山県備前市東片上）
- 福栄山寿林寺（岡山県美作市林野）[7]
- 寿永山本妙寺（岡山県美作市海田）
- 長昌山妙法寺（岡山県津山市西寺町）
  - 妙法寺 末：福聚山無量寺（岡山県苫田郡鏡野町入）
  - 妙法寺 末：妙法山経王寺（岡山県津山市下野田）
- 延寿山本行寺（岡山県津山市西寺町）
  - 本行寺 末：玄好山万福寺（岡山県津山市高野本郷）
  - 本行寺 末：秀養山法光寺（岡山県津山市西中）
  - 本行寺 末：岩谷山妙福寺（岡山県津山市中北上）
- 法光山妙勝寺（岡山県津山市西寺町）
- 明星山蓮光寺（岡山県津山市林田）
- 鷲峯山禅真寺（岡山県勝田郡奈義町関本）
- 本住山実教寺（岡山県岡山市東区瀬戸町鍛冶屋）
- 瑞輪山香雲寺（岡山県岡山市北区御津国ケ原）
- 臥龍山道林寺（岡山県岡山市北区御津中山）
- 鶴田山定林寺（岡山県岡山市北区建部町鶴田）
- 柏尾山真浄寺（岡山県岡山市北区建部町角石畝）
  - 真浄寺 末：平尾山東光寺（岡山県久米郡美咲町和田北）
- 金福山妙福寺（岡山県岡山市北区建部町福渡）
  - 妙福寺 末：泉福山妙泉寺（岡山県岡山市北区建部町川口）
  - 妙福寺 末：千間山蓮久寺（岡山県久米郡久米南町下弓削）
  - 妙福寺 末：法意山龍泉寺（岡山県久米郡久米南町上神目）
- 正順山妙圓寺（岡山県岡山市北区建部町大田）
- 江久山蓮光寺（岡山県岡山市北区建部町吉田）
- 白玉山龍淵寺（岡山県岡山市北区建部町中田）
- 藤田山成就寺（岡山県岡山市北区建部町富沢）
  - 成就寺 末：池本山孝徳寺（岡山県岡山市北区建部町品田）
  - 成就寺 末：法住山妙浄寺（岡山県岡山市北区建部町建部上）
- 不変山随縁寺（岡山県美作市鯰）
- 金原山妙圓寺（岡山県真庭市勝山）
- 妙法山泉福寺（岡山県新見市新見）
- 大覚山妙蓮寺（岡山県総社市清音三因）
- 福祐山法光寺（岡山県真庭市大庭）
- 随縁山本覚寺（岡山県真庭市落合垂水）
- 正法山興善寺（岡山県真庭市久世）
- 覚晴山蓮祐寺（岡山県真庭市草加部）
- 樹栄山光政寺（広島県福山市寺町）
- 福昌山圓隆寺（広島県広島市中区三川町）
- 感応山妙法寺（広島県広島市中区千田町）
- 光照山学成寺（鳥取県鳥取市新品治町）
- 久遠山長栄寺（鳥取県鳥取市新品治町）
- 妙光山法恩寺（島根県出雲市平田町）
- 妙法山連紹寺（島根県出雲市今市町）
  - 連紹寺 末：清林山涼池院（島根県出雲市大津町）
- 本身山妙正寺（島根県大田市大森町）
- 高雲山本行寺（徳島県徳島市寺町）
- 光輝山本覚寺（徳島県徳島市寺町）
- 理運山善昌寺（香川県高松市番町）
- 広栄山日妙寺（香川県高松市錦町）
- 寿徳山妙朝寺（香川県高松市築地町）
- 妙雲山妙徳寺（香川県木田郡三木町平木）
- 正興山勝立寺（福岡市中央区天神）
  - 勝立寺 末：正乗山妙運寺（福岡県北九州市八幡西区木屋瀬）
  - 勝立寺 末：青松山蓮正寺（福岡県糸島市志摩芥屋）
  - 勝立寺 末：如意輪山妙立寺（福岡県糸島市高祖）
  - 勝立寺 末：法輪山円満寺（福岡県飯塚市天道）
- 興政山國昌寺（長崎県対馬市厳原町大手橋）
- 浄秀山本興寺（長崎県佐世保市田原町）

## 前後の札所
洛中法華21ヶ寺

## 交通アクセス
- 京都市営地下鉄烏丸線鞍馬口駅から徒歩3分